# Pimplaetus malaisei
Pimplaetus malaisei är en stekelart som beskrevs av Gupta och Tikar 1976. Pimplaetus malaisei ingår i släktet Pimplaetus och familjen brokparasitsteklar. Inga underarter finns listade i Catalogue of Life.